# دارين دودس
دارين دودس (بالإنجليزية: Darren Dods)‏ (7 يونيو 1975 بإدنبرة في المملكة المتحدة - ) هو مدرب كرة قدم ولاعب كرة قدم بريطاني في مركز قلب الدفاع. شارك مع منتخب اسكتلندا تحت 21 سنة لكرة القدم ومنتخب اسكتلندا الثانوي لكرة القدم ‏. أما مع النوادي، فقد لعب مع دندي يونايتد وسانت جونستون ونادي إنفرنيس ونادي بريتشين سيتي ونادي فالكيرك ونادي هيبرنيان وفورفار أثلتيك ‏.

## وصلات خارجية
- دارين دودس على موقع قاعدة بيانات كرة القدم.إي يو (الإنجليزية)
- دارين دودس على موقع Soccerbase.com (لاعب) (الإنجليزية)